# Bazyli Rogowski
Bazyli Rogowski, ps. „Andrzej Lacek” (ur. 27 maja 1894 w Jordanowie, zm. 29 kwietnia 1960 w Nysie) – major piechoty Wojska Polskiego, kawaler Orderu Virtuti Militari, starosta i wicewojewoda tarnopolski.

## Życiorys
Bazyli Rogowski urodził się 27 maja 1895 roku w Jordanowie. W czasie I wojny światowej służył w Legionach Polskich pod komendą Edwarda Rydza-Śmigłego, a następnie przeszedł do Wojska Polskiego. 3 maja 1922 roku został zweryfikowany w stopniu kapitana ze starszeństwem z dniem 1 czerwca 1919 roku w korpusie oficerów piechoty. Był inicjatorem ustanowienia popiersia Naczelnika Józefa Piłsudskiego w Przemyślu, odsłoniętego w 1921. Z dniem 12 listopada 1924 roku został przeniesiony do Korpusu Ochrony Pogranicza, pozostając oficerem nadetatowym 48 pułku piechoty w Stanisławowie. 2 kwietnia 1929 roku awansował na majora ze starszeństwem z dniem 1 stycznia 1929 roku i 26. lokatą w korpusie oficerów piechoty. Z dniem 31 maja 1929 został przeniesiony do rezerwy.
22 lutego 1932 roku pozostawał w ewidencji Powiatowej Komendy Uzupełnień Lwów Miasto z przydziałem mobilizacyjnym do 19 pułku piechoty Odsieczy Lwowa. W 1934 roku pozostawał w ewidencji Powiatowej Komendy Uzupełnień Toruń. Posiadał wówczas przydział mobilizacyjny do Oficerskiej Kadry Okręgowej Nr VIII i był reklamowany na okres dwunastu miesięcy.
Po zakończeniu kariery wojskowej przeszedł do pracy w administracji państwowej. Pracował jako naczelnik wydziału w Urzędzie Wojewódzkim we Lwowie, w latach 1933−1936 był m.in. starostą powiatu częstochowskiego, następnie na początku kwietnia 1936 został wicewojewodą nowogródzkim, był też starostą powiatu toruńskiego. Do końca 1938 sprawował stanowisko starosty powiatu rówieńskiego, po czym objął urząd wicewojewody tarnopolskiego (tym samym zamieniony posadami z Hipolitem Niepokulczyckim). Brał aktywny udział w budowie struktur Obozu Zjednoczenia Narodowego. Członek Zarządu Okręgu Równe Związku Legionistów Polskich w 1936 roku.
We wrześniu 1939 roku organizował ewakuację najwyższych władz państwowych do Rumunii, a potem stał się głównym współpracownikiem marszałka Rydza-Śmigłego, kiedy ten postanowił uciec z internowania w Rumunii. Wczesną wiosną 1941 roku współorganizował jego ucieczkę z internowania, a w październiku tego samego roku jako jedyny towarzyszył mu w drodze do Polski, po czym powrócił do działalności konspiracyjnej na Węgrzech i Słowacji pod nazwiskiem Andrzej Lacek. W okresie pobytu na Węgrzech Rydz-Śmigły namalował portret Rogowskiego, przechowywany następnie w zbiorach rodzinnych.
Na Słowacji poznał młodszą o 30 lat Agnieszkę Tomkową, która została jego drugą żoną. W 1946 roku przyjechał z żoną do Polski i zatrudnił się w Ministerstwie Odbudowy. Generał Jerzy Ziętek poprosił go o przeprowadzkę na Śląsk, oferując stanowisko w kamieniołomach w Nadziejowie k. Nysy, następnie ponownie przeniósł się do Warszawy na zaproponowane stanowisko w Cepelii, a na końcu pracował w sklepie w Nysie.
Po wojnie uniknął więzienia dzięki protekcji Ziętka.
Zmarł w Nysie 29 kwietnia 1960 roku i został pochowany na Cmentarzu Komunalnym przy ul. Mieczysława I w Nysie (sektor 4_2-D-19).

## Ordery i odznaczenia
- Krzyż Srebrny Orderu Wojskowego Virtuti Militari nr 7121 − 17 maja 1922[14][15][16]
- Krzyż Niepodległości − 7 lipca 1931[17][18]
- Krzyż Oficerski Orderu Odrodzenia Polski − 9 listopada 1931[7][18]
- Krzyż Kawalerski Orderu Odrodzenia Polski − 10 listopada 1928[19]
- Krzyż Walecznych czterokrotnie[18]
- Złoty Krzyż Zasługi − 22 kwietnia 1939[20][21][22]
- Srebrny Krzyż Zasługi − 29 października 1926[23][18]

## Artykuły
- Moje wspomnienia z pobytu na ziemi węgierskiej z marszałkiem Edwardem Rydzem-Śmigłym (1940−1941), [w:] Kultura, Paryż 1962.